# Jang Ťing
Jang Ťing (čínsky pchin-jinem Yáng Jīng, znaky zjednodušené 杨晶, tradiční 楊晶; * prosinec 1953) je bývalý čínský komunistický politik mongolské národnosti. Začínal jako místní funkcionář ve Vnitřním Mongolsku, v oblasti vystoupal až na předsedu vlády Vnitřního Mongolska (2003–2008). Poté působil v centrálních vládních úřadech v Pekingu, jako ministr-předseda Státní komise pro etnické záležitosti (2008–2013) a státní poradce a generální sekretář státní rady (obojí 2013–2018). Současně zastával vysoké stranické funkce, kandidáta (2002–2007) a člena (2007–2017) ústředního výboru a tajemníka sekretariátu (2012–2017) ústředního výboru KS Číny.
Roku 2018 byl odvolán z vlády kvůli korupci.

## Život
Jang Ťing se narodil v prosinci 1953 v korouhvi Džungar v Ordosu na jihu Vnitřního Mongolska, je mongolské národnosti. Od roku 1970 pracoval v továrně na výrobu zemědělských strojů, později byl zaměstnancem kulturního centra. Roku 1976 vstoupil do Komunistické strany Číny. Od roku 1977 působil v organizačním oddělení výboru KS Číny v korouhvi Džungar, pak v ajmagu Ordos. V letech 1980–1982 studoval čínský jazyk a literaturu na Univerzitě Vnitřního Mongolska. Poté pracoval v aparátu komunistické strany a svazu mládeže v Ordosu a v letech 1985–1988 vedl administrativu korouhve Dalad, poté řídil tamní organizaci komunistické strany.
Od roku 1991 pracoval ve statistickém úřadu Vnitřního Mongolska a v letech 1992–1993 řídil vnitromongolský úřad pro cestovní ruch. V letech 1993-1996 působil jako tajemník vnitromongolského výboru Komunistického svazu mládeže Číny a poté vedl svaz mládeže v ajmagu Džirim. V roce 1998 se Jang stal stranickým šéfem hlavního města Vnitřního Mongolska, Chöch chotu, a tuto funkci vykonával až do roku 2003. Na XVI. sjezdu KS Číny v listopadu 2002 byl zvolen kandidátem ústředního výboru. V letech 2003–2008 zastával funkci předsedy vlády Vnitřního Mongolska a současně zástupce stranického tajemníka oblasti. Na XVII. sjezdu KS Číny v říjnu 2007 byl zvolen členem ústředního výboru (znovuzvolen 2012).
V roce 2008 odešel z Vnitřního Mongolska, aby se v Pekingu ujal předsednictví Státní komise pro etnické záležitosti, současně byl jmenován zástupcem vedoucího oddělení jednotné fronty ústředního výboru KS Číny. Na závěr XVIII. sjezdu KS Číny v listopadu 2012 byl zvolen tajemníkem sekretariátu ústředního výboru. V březnu 2013 odešel ze Státní komise pro etnické záležitosti (a oddělení jednotné fronty ÚV); namísto toho byl jmenován státním poradcem a generálním sekretářem státní rady.
Z hlediska vnitrostranického soupeření byl počítán ke skupině takzvaných „komsomolců“, politiků kteří prošli funkcemi ve svazu mládeže. Na XIX. sjezdu KS Číny v říjnu 2017 nebyl znovuzvolen do ústředního výboru a v únoru 2018 byl, měsíc před dokončením funkčního období vlády, odvolán z úřadů státního poradce a generálního sekretáře státní rady. Důvodem bylo vyšetřování jeho činnosti ústřední komisí pro kontrolu disciplíny KS Číny, během něhož byl obviněn z narušení stranické kázně a braní úplatků.